# Osmar Donizete Cândido
Osmar Donizete Cândido (* 24. říjen 1968) je bývalý brazilský fotbalista.

## Reprezentace
Donizete odehrál 9 reprezentačních utkání. S brazilskou reprezentací se zúčastnil Zlatý pohár CONCACAF 1998.

## Statistiky
| Brazílie | Brazílie | Brazílie |
| Roky     | Záp.     | Góly     |
| -------- | -------- | -------- |
| 1995     | 1        | 1        |
| 1996     | 3        | 1        |
| 1997     | 4        | 0        |
| 1998     | 1        | 0        |
| Celkem   | 9        | 2        |